# Benjamin Gates et le Trésor des Templiers
Série Benjamin Gates
le Livre des secrets
(2007)
Pour plus de détails, voir Fiche technique et Distribution.
Benjamin Gates et le Trésor des Templiers ou Trésor national au Québec et au Nouveau-Brunswick (National Treasure) est un film américain réalisé par Jon Turteltaub et sorti en 2004.
Il s'agit du premier film d'une franchise mettant en scène le personnage de Benjamin Gates. Il connait une suite, Benjamin Gates et le Livre des secrets, ainsi qu'une série télévisée prévue pour 2023.
Le film suit Benjamin Gates qui est sur les traces de sa famille en voulant mettre la main sur le fameux trésor des Templiers, d'une valeur incommensurable, qui aurait été caché par les Francs-Maçons durant la guerre d'indépendance des États-Unis. Toutefois, cette quête n'est pas une mince affaire puisqu'on ne peut atteindre le trésor qu'en suivant un indice, qui aboutit généralement à un autre indice. C'est ainsi que Ben et son meilleur ami, Riley, s'associent avec Ian Howe, un mercenaire, et qu'ils découvrent sur un bateau en Arctique, la Charlotte, un indice qui lui laisse penser que le prochain sera présent au dos de la Déclaration d'indépendance des États-Unis. À la suite d'une trahison de Ian Howe, il décide de la voler (avec l'aide de Riley) pour la protéger et savoir si le nouvel indice est bien là où il pense qu'il est. S'ensuit une course aux indices, avec à ses trousses le FBI et Ian et ses hommes, qui souhaitent lui mettre la main dessus.

## Synopsis

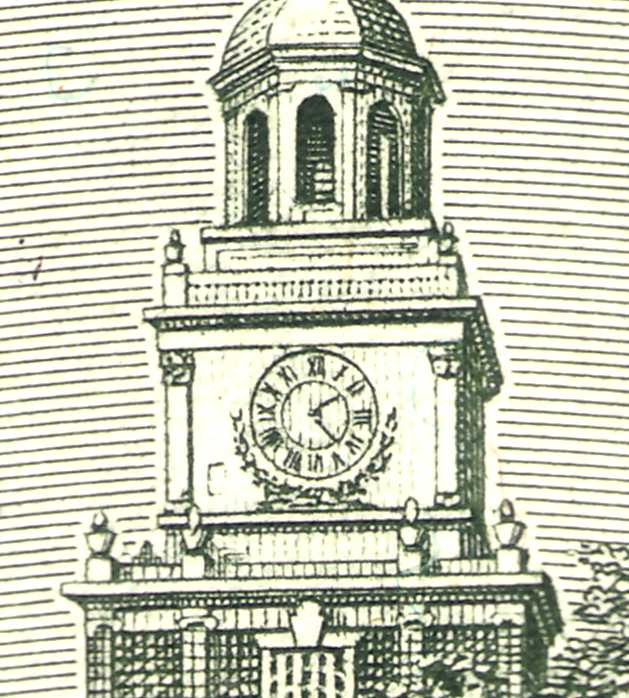
Détail d'un billet de 100 $.

Benjamin Franklin Gates est un historien, cryptographe et chasseur de trésors américain. Quand Ben était jeune, son grand-père John lui a dit qu'en 1832, Charles Carroll a transmis un indice secret à leur ancêtre d'un trésor légodique caché en Amérique par les Templiers, les Pères fondateurs et les Franc-maçonnerie. L'indice de Carroll conduit n'importe qui au trésor : avec l'expression "le secret repose avec Charlotte". Alors que Ben est convaincu par l'histoire, son père sceptique, Patrick, la rejette comme s'il s’agissait d’une chimère.
Ben et son ami, l'expert en informatique Riley Poole, à la tête d'une expédition financée par le riche Ian Howe pour trouver le Charlotte, qui s'est révélé être un navire perdu dans l'Arctique. À l'intérieur du navire, ils trouvent un tuyau en mousse de mer, dont les gravures révèlent que le prochain indice est sur la Déclaration d'indépendance. Lorsque Ian se révèle être un patron du crime et suggère de voler la Déclaration, un combat s'ensuit et le groupe se sépare. Ben et Riley rapportent le plan d'Ian au FBI et à Abigail Chase des Archives nationales, mais ils ne les croient pas. Ben décide de protéger la Déclaration en la retirant de la salle de préservation des Archives lors d'un événement de gala. En obtenant les empreintes digitales d'Abigail, il obtient avec succès la Déclaration, pour être repéré par le groupe d'Ian juste au moment où ils entrent par effraction pour la voler. Ben essaie de partir depuis la boutique souvenir, mais doit payer pour la déclaration lorsque le caissier la confond avec une copie souvenir. Soupçonnant quelque chose de mal, Abigail confronte Ben et reprend le document. Ian l'enlève rapidement, mais Ben et Riley sauvent Abigail, trompant Ian en laissant derrière lui une copie souvenir de la Déclaration. Le FBI, dirigé par l'agent Sadusky, commence à traquer Ben pour le vol.
En allant chez Patrick, le trio étudie la Déclaration et découvre un chiffre d'Ottendorf écrit à l'encre invisible. Le message fait référence aux lettres Silence Dogood de Benjamin Franklin. Patrick en possédait auparavant, mais les a donnés au Franklin Institute. En payant un écolier pour voir les lettres et déchiffrer le code pour eux, Ben, Riley et Abigail découvrent un message pointant vers le clocher de l'Independence Hall. Poursuis par Ian, ils trouvent une brique contenant une paire de lunettes avec plusieurs lentilles colorées, qui, lorsqu'elles sont utilisées pour lire le dos de la Déclaration, révèlent un indice pointant vers l'église de la Trinity Church. Les associés d'Ian poursuivent le trio à travers Philadelphie jusqu'à ce que le FBI arrête Ben. Abigail et Riley perdent la déclaration au main de Ian, mais Abigail convainc Ian de les aider à sauver Ben en échange du prochain indice. Ian accepte, contacte le FBI et organise une réunion à l'USS Intrepid, où ils aident Ben à échapper au FBI.
Ian retourne la déclaration et demande le prochain indice, mais quand Ben essaye de rester de ne pas donner plus de détails, Ian révèle qu'il a pris Patrick en otage. Ils se rendent à l'église de la Trinité, où ils trouvent un passage souterrain qui semble mener à une impasse, éclairée par une lanterne seule. Patrick affirme qu'il s'agit d'une référence à la balade de minuit de Paul Revere, indiquant à Ian que c’est vers l'Old North Church à Boston. Ian piège Ben, Abigail, Riley et Patrick dans la chambre avant de partir pour Boston, ce qui était l'intention de Patrick car l'indice était fictif et il savait qu'Ian les trahirait. Ben trouve alors une encoche dans laquelle du tuyau de mousse de mer, ouvrant une grande chambre contenant le trésor, avec un escalier qui mène à une sortie. Ben contacte Sadusky, qui est en fait franc-maçon, et rend la Déclaration et l'emplacement du trésor en échange d’abandonner les poursuites contre Abigail, donnant à la famille Gates et à Riley le crédit de la découverte, et aucune peine de prison. Sur un conseil de Ben, le FBI arrête Ian.
Plus tard, Ben et Abigail commencent une relation et Riley est quelque peu contrariée que Ben ait refusé les frais de recherche de 10 % pour le trésor afin que toute la collection puisse aller dans les musées du monde entier, mais le 1 % qu'il a accepté les a toujours tous récompensés avec une richesse importante.

## Fiche technique
Sauf indication contraire, les informations mentionnées dans cette section peuvent être confirmées par les bases de données cinématographiques IMDb et Allociné,  présentes dans la section « Liens externes ».
- Titre original : National Treasure
- Titre français : Benjamin Gates et le Trésor des Templiers
- Titre québécois : Trésor national[1]
- Réalisation : Jon Turteltaub
- Scénario : Jim Kouf, Cormac Wibberley et Marianne Wibberley, d'après une histoire de Jim Kouf, Oren Aviv et Charles Segars, avec la participation non créditées de Ted Elliott, E. Max Frye, Lowell Ganz, Babaloo Mandel, Terry Rossio et Jon Turteltaub
Cormac Wibberley
Marianne Wibberley[2]
- Musique : Trevor Rabin
  - Musiques additionnelles : Don Harper et Paul Linford
- Direction artistique : Geoff Hubbard et Lawrence A. Hubbs
- Décors : Paul Cross et Norris Spencer
- Costumes : Judianna Makovsky
- Photographie : Caleb Deschanel
- Montage : William Goldenberg
- Production : Jerry Bruckheimer et Jon Turteltaub
  - Production déléguée : Oren Aviv, Chad Oman, Charles Segars, Christina Steinberg, Mike Stenson et Barry H. Waldman
  - Production associée : Benjamin Melniker, Pat Sandston et Michael E. Uslan
- Sociétés de production : Jerry Bruckheimer Films, Junction Entertainment, Saturn Films, Touchstone Pictures[2] et Walt Disney Pictures
- Sociétés de distribution : Buena Vista Pictures (États-Unis) ; Buena Vista International (France et Suisse) ; Buena Vista Pictures Distribution (Canada)
- Budget : 100 millions de $[3],[4]
- Pays de production :  États-Unis
- Langues originales : anglais, espagnol
- Format : couleur (Technicolor) — 35 mm — 2,39:1 (CinemaScope / Panavision) — son DTS / SDDS / Dolby Digital
- Genre : aventure, action, mystère, thriller
- Durée : 131 minutes
- Dates de sortie[5] :
  - États-Unis : 8 novembre 2004 (première mondiale à Pasadena)[6], 19 novembre 2004 (sortie nationale)
  - Québec : 19 novembre 2004[1]
  - France, Suisse romande : 22 décembre 2004[7]
  - Belgique : 5 janvier 2005[8]
- Classification :
  - États-Unis : des scènes peuvent heurter les enfants - accord parental souhaitable (PG - Parental Guidance Suggested)[N 1]
  - France : tous publics (conseillé à partir de 10 ans)[9],[10]
  - Belgique : tous publics (Alle Leeftijden)[8]
  - Suisse romande : interdit aux moins de 10 ans[11]
  - Québec : tous publics (G - General Rating)[1]

## Distribution

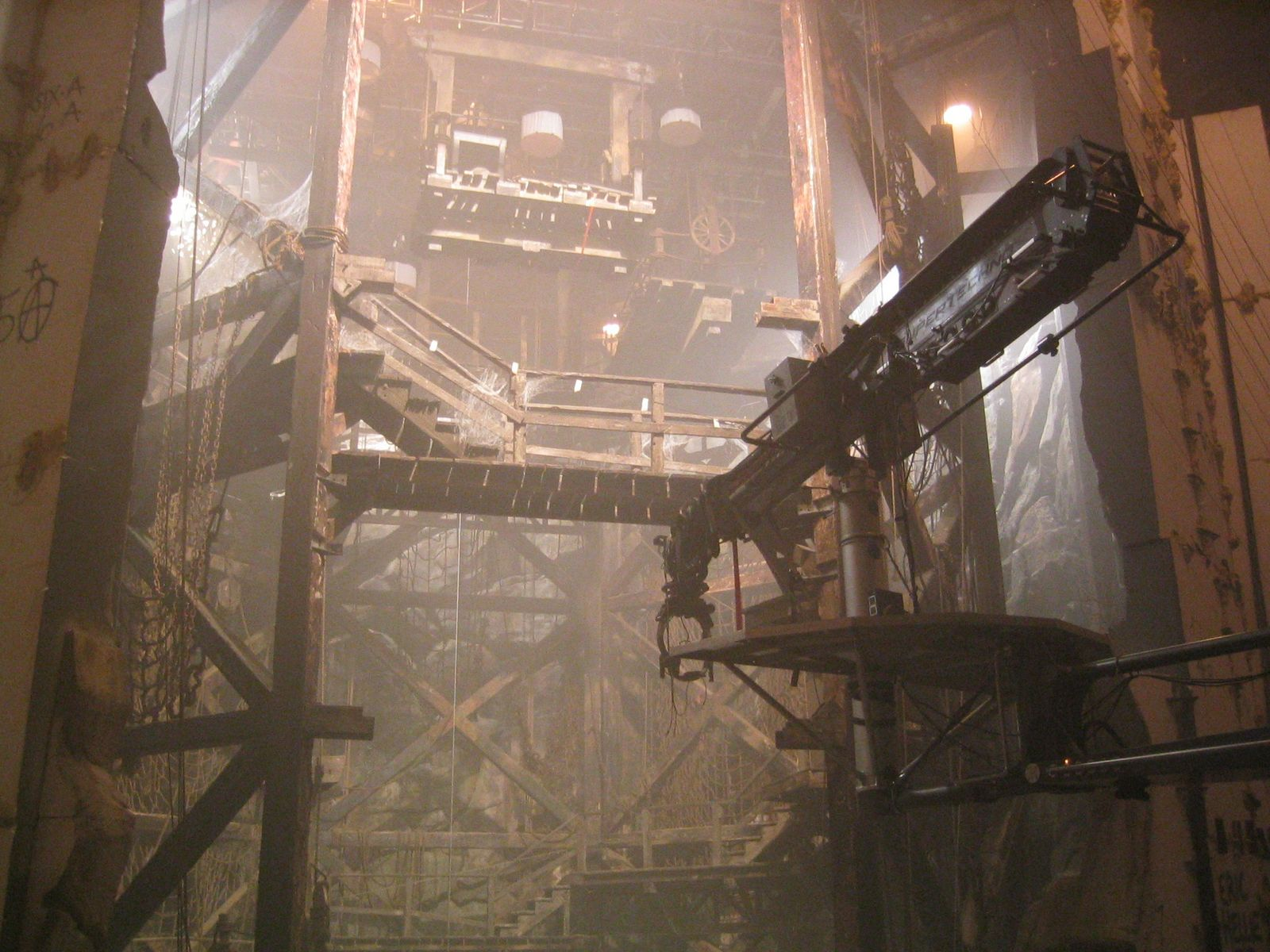
Photographie de l'un des lieux de tournage du film.

- Nicolas Cage (VF : Dominique Collignon-Maurin ; VQ : Benoît Rousseau) : Benjamin Gates
- Justin Bartha (VF : Jérémy Prévost ; VQ : Renaud Paradis) : Riley Poole
- Diane Kruger (VF : elle-même ; VQ : Catherine Proulx-Lemay) : Abigail Chase
- Sean Bean (VF : François-Éric Gendron ; VQ : Denis Roy) : Ian Howe
- Jon Voight (VF : Michel Fortin ; VQ : Jean-Marie Moncelet) : Patrick Henry Gates
- Harvey Keitel (VF : Bernard Tiphaine ; VQ : Éric Gaudry) : Peter Sadusky
- Christopher Plummer (VF : Marc Cassot ; VQ : Yves Massicotte) : John Adams Gates
- Mark Pellegrino (VF : Guillaume Lebon) : l'agent Johnson
- Annie Parisse (VF : Catherine Le Hénan) : l'agent Dawes
- Armando Riesco (en) (VF : Stéphane Marais) : l'agent Hendricks
- Stewart Finlay-McLennan (VF : Gérard Dessalles) : Powell
- Erik King : l'agent Colfax
- Hunter Gomez : Benjamin Gates (jeune)
- Oleg Taktarov : Viktor
- David Dayan Fisher (VF : Michel Vigné) : Shaw, l'homme de main de Howe

Sources et légendes : Version française (VF) sur RS Doublage et AlloDoublage ; Version québécoise (VQ)

## Production

### Genèse et développement
L'idée de départ vient d'Oren Aviv, président de Buena Vista Pictures Marketing, et de Charles Segars en 1997. Ils imaginent l'histoire d'un homme forcé de voler la Déclaration d'indépendance des États-Unis parce qu'elle serait menacée car elle serait en réalité une carte menant à un trésor. Oren Aviv déclare : « Nous nous sommes dit que ce serait le hold-up le plus osé jamais tenté, et qu'il pourrait être le fondement d'un film d'action et d'aventure original. » Le premier script est ensuite écrit par Jim Kouf. Neuf scénaristes seront liés au projets, dont Cormac et Marianne Wibberley, E. Max Frye et Jon Turteltaub. Tous ne seront pas officiellement crédités au générique, comme Terry Rossio et Ted Elliott.
Le réalisateur Jon Turtletaub précise que l'histoire se base sur certains éléments véridiques : « même si notre histoire est imaginaire, elle incorpore constamment des éléments emprunts à la réalité. Les indices sont piochés dans de vraies lettres historiques [...] les inventions sont basées sur des idées réelles et des choses qui ont vraiment existé. » Pour rendre plus crédible le scénario, la production du film a fait appel à des cryptographes et des “casseurs de codes” et des experts en stratégie.

### Attribution des rôles
Nicolas Cage est annoncé dans le rôle-titre en mai 2003. Sean Bean le rejoint en octobre de la même année.

### Tournage
Le tournage a lieu dans l'Utah (Strawberry Reservoir), Washington, D.C. (DAR Constitution Hall, National Archives, bibliothèque du Congrès, J. Edgar Hoover Building, Lincoln Memorial, ...), Pennsylvanie (Philadelphie notamment le Franklin Institute), New York (Trinity Church), dans le New Jersey (Weehawken) et en Californie (Walt Disney Studios Burbank, Knott's Berry Farm, South Pasadena, Los Angeles).

## Accueil

### Accueil critique
Lors de sa sortie en salles, le film obtient un accueil plutôt négatif de la part de la presse spécialisée dans les pays anglophones : Rotten Tomatoes lui attribue un taux d'approbation de 45 % pour 172 critiques collectées, tandis que Metacritic lui attribue un score de 39⁄100 pour 35 critiques collectées.
En France, l'accueil est un peu plus positif, avec une moyenne de 2.8⁄5 sur le site Allociné, pour 11 critiques collectées.

### Box-office
Aux États-Unis, Benjamin Gates et le Trésor des Templiers est resté premier du box-office durant les trois premières semaines à l'affiche, avec 114 239 337 $ de recettes totalisées. Finalement, le long-métrage a rapporté un total 173 008 894 $ après 28 semaines à l'affiche. À l'international, le film totalise 174 503 424 $, portant le total pour le box-office mondial à 347 512 318 $, permettant ainsi au film de rencontrer un énorme succès commercial, en comparaison avec son budget de production de 100 millions.
En France, Benjamin Gates et le Trésor des Templiers est resté à la troisième place du box-office durant deux semaines avec un total de 959 603 entrées. Finalement, le film a totalisé 1 533 436 entrées après 10 semaines à l'affiche.
| Pays ou région | Box-office        | Date d'arrêt du box-office | Nombre de semaines |
| -------------- | ----------------- | -------------------------- | ------------------ |
| États-Unis     | 173 008 894 $     | 2 juin 2005                | 28                 |
| France         | 1 533 436 entrées | -                          | 10                 |
| Total mondial  | 347 512 318 $     | -                          | -                  |

## Distinctions

### Récompense
- BMI Film and TV Awards 2005 : Prix BMI de la meilleure musique de film pour Trevor Rabin

### Nominations
- Academy of Science Fiction, Fantasy and Horror Films - Saturn Awards 2005 :
  - Meilleur film d'action, d'aventures ou thriller
  - Meilleure actrice dans un second rôle pour Diane Kruger
- Jupiter Awards 2005 : meilleur acteur international pour Nicolas Cage
- Taurus World Stunt Awards : meilleure cascadeuse pour Lisa Hoyle[N 2]
- Teen Choice Awards 2005 : meilleur film d'action / aventure
- Undine Awards 2005 : meilleure jeune actrice pour Diane Kruger
- Visual Effects Society Awards 2005 : meilleure modèle et maquette dans un film pour Scott Beverly, Forest P. Fischer, Matthew Gratzner et Leigh-Alexandra Jacob (séquence de la salle du trésor)
- Young Artist Awards 2005 :
  - Meilleur film dramatique
  - Meilleur second rôle masculin dans un film (Jeune acteur) pour Hunter Gomez

## Éditions en vidéo
En France, le film Benjamin Gates et le Trésor des Templiers est sorti en DVD le 22 juin 2005. Le film ressort en DVD le 6 février 2008. Avec l'arrivée du Blu-ray, une édition est sortie le 28 mai 2008. Le film est également sorti en VOD le 1er janvier 2015.

## SagaBenjamin Gates
1. Benjamin Gates et le Trésor des Templiers (National Treasure: The Treasure of the Templiers) (2004)
2. Benjamin Gates et le Livre des secrets (National Treasure: The Book of the Secrets) (2007)
3. Un troisième film est annoncé depuis décembre 2007[31]. Une première version de scénario aurait été finalisée selon Bruckheimer en mai 2010[32]. En mai 2013 Justin Bartha confirme qu'un troisième opus est envisageable et que le scénario reste à écrire[33]. En avril 2014, Bruckheimer déclare que le premier acte de National Treasure 3 est finalisé[34]. En juillet 2015, le Wall Street Journal s'interroge sur cet hypothétique troisième film[35]. Finalement, en 2020, l'éventualité d'un troisième film refait surface, avec Chris Bremner à la réalisation et Jerry Bruckheimer à la production[36],[37].

C'est finalement une série télévisée qui est développée : Trésors perdus : le secret de Moctezuma. Elle est diffusée en 2022.